# Coping With the Urban Coyote
Albums de Unida
Unida/Dozer (split-album)
(1999)
Coping with the urban coyote est le seul album LP de Unida. Le groupe a également sorti un split-album avec Dozer. 

## L'album
Coping with the urban coyote a été enregistré aux Monkey Studios de Palm Springs du 4 au 14 janvier 1999. Tous les titres ont été composés par le groupe.

## Les musiciens
John Garcia : voix

Arthur Seay : guitare

Dave Dinsmore : basse

Miguel Cancino : batterie

## Les titres
1. Thorn - 3 min 14 s
2. Black Woman - 5 min 14 s
3. Plastic - 4 min 03 s
4. Human Tornado - 4 min 22 s
5. If Only Two - 5 min 17 s
6. Nervous - 6 min 41 s
7. Dwarf It - 2 min 33 s
8. You Wish - 9 min 36 s

## Informations sur le contenu de l'album
Le titre Black Woman est repris sur la bande musicale du jeu vidéo Tony Hawk's Underground.